# Astrocaryum acaule
Tucumai,  Astrocaryum acaule,  es una especie de planta perteneciente a la familia de las arecáceas.

## Descripción
Tronco simples  muy corto y subterráneo. Hojas en número de 5 a 9, con peciolos fuertemente armados de espinas negras. Inflorescencia erecta, con la bráctea peduncular puntiaguda y también revestida de espinas negras. Frutos globosos de pulpa suculenta, aromáticos , de color naranja cuando maduran. Se multiplica por semillas, produciendo anualmente muchos frutos, estando maduros en los meses de agosto y septiembre. Germinan con relativa facilidad si se plantan para que germinen una vez cogidos. Un kilo contiene cerca de 84 frutos y 150 semillas. Su desarrollo inicial es lento. Sembrar en suelo arenoso.

## Distribución y hábitat
Estados de Amazonas, Pará y Rondonia en bosques inundables, a la vera de los ríos  e igarapés, principalmente en terrenos arenosos. Es característica  de las áreas con alguna interferencia antrópica. No se encuentra en el interior de la selva densa. Es particularmente frecuente en la región del alto río Negro (Amazonas).

## Importancia económica y cultural

### Usos
Los frutos son comestibles y muy apreciados por la fauna, principalmente pequeños roedores. Las hojas tienen fibras utilizadas por los indios para fines diversos.